# رافائل گوردیو
رافائل گوردیو (به اسپانیایی: Rafael Gordillo) بازیکن فوتبال اهل اسپانیا است که از سال ۱۹۷۸ تا ۱۹۸۸ میلادی عضو تیم ملی فوتبال اسپانیا بوده و در ۷۵ بازی ملی حضور داشته‌است. او در بازی‌های ملی‌اش ۳ گل به ثمر رساند.
از باشگاه‌هایی که در آن بازی کرده‌است می‌توان به باشگاه فوتبال رئال مادرید، رئال بتیس، تیم ملی فوتبال زیر ۲۳ سال اسپانیا و تیم ملی فوتبال اسپانیا اشاره کرد.